# 香坂千晶
香坂 千晶（こうさか ちあき、1965年9月16日 - ）は、元・宝塚歌劇団花組娘役スター。現在は、女優として活躍している（所属事務所：ジャンクション）。愛知県名古屋市出身。
血液型はA型。公称身長162センチ。出身校椙山女学園高等学校。宝塚歌劇団時代の愛称ナツコ、ナッちゃん。

## 略歴
- 椙山女学園中学校入学、椙山女学園高等学校中退。
- 1983年高校卒業を待たず宝塚音楽学校入学、71期生として1985年、宝塚歌劇団入団。入団時の成績は46人中23番[1]。『愛あれば命は永遠に』で初舞台。同年5月7日[1]に花組に配属。
- 1987年、『遥かなる旅路の果てに』で新人公演初ヒロインに抜擢される。以降、2度新人公演のヒロインを務めている。
- 1991年11月29日[1]、『ヴェネチアの紋章』／『ジャンクション24』の東京公演千秋楽を最後に宝塚歌劇団を退団。
- 退団後は主に舞台を中心に活動。中島みゆきの『夜会』には1994年公演で初出演したのを皮切りに1997年公演以降ほとんどの公演に参加している。

## 宝塚歌劇団時代の主な舞台出演
- 1986年5月、『散る花よ、風の囁きを聞け』（バウ）礼子
- 1986年8月、『グッバイ・ペパーミントナイト!』（バウ）カーリー
- 1987年2月、『遥かなる旅路の果てに』イリーナ、新人公演：エレーナ・プローゾロワ（本役：秋篠美帆）＊新人公演初ヒロイン／『ショー・アップ・ショー』
- 1987年8月、『あの日薔薇一輪』ヴァージニア、新人公演：ダイアナ（本役：水原環）／『ザ・レビュースコープ』
- 1988年2月、『ベルベット・カラー』（バウ）アイボニー
- 1988年3月、『キス・ミー・ケイト』新人公演：リリー・ヴァネシー／ケイト（本役：ひびき美都） ＊新人公演ヒロイン
- 1989年1月、『会議は踊る』エレーナ、新人公演：エリザベート王女（本役：梢真奈美）／『ザ・ゲーム』
- 1989年2月、『硬派・坂本竜馬!』（バウ）千葉さな子
- 1989年6月、『ロマノフの宝石』新人公演：ハンナ（本役：梢真奈美）／『ジタン・デ・ジタン』
- 1989年9月、『春ふたたび』きの／『ザ・レビュースコープ'89』（全国ツアー）
- 1990年3月、『ベルサイユのばら - フェルゼン編 - 』新人公演：マリー・アントワネット（本役：ひびき美都） ＊新人公演ヒロイン
- 1990年5月、『美しき野獣』（バウ・東京特別・名古屋特別）シンガー
- 1990年9月、『秋…冬への前奏曲』レナーテ、新人公演：クララ／『ザ・ショーケース』
- 1991年1月、『春の風を君に…』繍紅／『ザ・フラッシュ』
- 1991年6月、『ヴェネチアの紋章』オリンピア／『ジャンクション24』 ＊退団公演
- 1991年9月、『ベルサイユのばら - フェルゼン編 - 』（全国ツアー）ソフィア

## 宝塚歌劇団退団後の主な出演

### 舞台
- 『中島みゆき・夜会』（1994年、1997年、1998年、2002年、2004年、2006年、2008年、2009年、2011年、2012年、2019年）
- 『中島みゆき・夜会工場』(2013年、2017年、2018年)
- 『バッファローの月』- アイリーン
- 『Don't Be That Way』- アデール
- 『ワルツが聞こえる?』- ジョアンナ
- 『夢を掴む男 〜石川五衛門外伝〜 』 - お銀
- 『被告人』（2003年） - アリソン・アストン
- 『王妃マルゴ』（2004年）- カトリーヌ・ドメシス
- 『himself』（2004年） - ガードルート
- 『Mother』（2004年）- トランジェディ
- 『モダンガールズ』（2005年）- みゆき
- 『好色一代女』（2005年）- 北の方
- 『歓喜の歌』（2005年）- 野々宮優子
- 『花嫁付き添い人の秘密』（2006年）- ルーシー
- 『意趣返しはおてやわらかに』（2006年） - 兎乃
- 『おかあさんありがとう』（2007年）- 静子
- 『森の石松外伝3〜悪い野郎は...石松だ!?〜』（2007年）- 雪乃丞
- 『The Pleasure dome』（2008年） - 真行寺正子
- 『好色一代男』（2008年）- 高尾太夫
- 『耳かきお蝶』（2008年）- お沙貴
- 『ハムレットの舞台裏』（2010年）- リズ
- 早乙女太一 特別公演『狐笛のかなた』『残雪の華』（2011年）
- パニック・シアター海外新作シリーズ『6月のクリスマス』（2011年）
- パニック・シアター海外新作シリーズVol.25『まくべっと』 - 侍女・魔女（2013年）
- 『女中たち』（2014年）

### ドラマ
- 『すずらん』（NHK、1999年）

### アニメ
- 『遊☆戯☆王デュエルモンスターズ』（テレビ東京、2000年） - 城之内の母
- 『ホイッスル!』（アニマックス、2002年） / 『ホイッスル!（ボイスリメイク版）』（Webアニメ、2016年） - 水野真里子